# Sístole

Sístole auricular.

Sístole ventricular.

Se llama sístole  al periodo del ciclo cardíaco en que se produce la contracción del tejido muscular del corazón. La sístole puede ser  auricular o ventricular. En el corazón humano la sístole auricular dura aproximadamente 0.1 segundos, la sístole ventricular dura 0.3 segundos. Cuando se utiliza el término sístole sin especificar, generalmente se hace referencia a la sístole ventricular.

## Sístole auricular
La sístole auricular precede a la ventricular y produce un aumento de presión en la cavidad cardiaca auricular, con la consiguiente eyección de la sangre contenida en ella. La contracción de las aurículas hace pasar la sangre a los ventrículos a través de las válvulas auriculo-ventriculares.

## Sístole ventricular
La sístole ventricular es posterior a la auricular y mucho más potente. La contracción del ventrículo provoca un aumento de presión en el interior de los mismos y la eyección de sangre contenida en ellos. Se impide que la sangre vuelva a las aurículas porque el aumento de presión cierra la válvula mitral y la válvula tricúspide. La sístole del ventrículo izquierdo propulsa la sangre hacia la arteria aorta, atravesando la válvula aórtica. La sístole del ventrículo derecho propulsa la sangre hacia la arteria pulmonar, atravesando la válvula pulmonar.

### Períodos
La sístole ventricular se divide en dos períodos:
- Período de contracción isovolumétrica. En esta fase se inicia la contracción del miocardio ventricular, la presión dentro del ventrículo aumenta rápidamente, pero no se produce vaciado.
- Período de eyección. Cuando la presión dentro del ventrículo izquierdo supera los 80 mmHg, se abre la válvula semilunar aórtica y la sangre es impulsada por la arteria aorta hacia la circulación general. En el ventrículo derecho sucede un proceso similar, pero con mucha menos presión, la válvula semilunar pulmonar se abre cuando la presión alcanza los 8 mmHg, entonces la sangre sale propulsada hacia el pulmón por la arteria pulmonar.[2]

## Ciclo cardíaco
El ciclo cardíaco está compuesto de dos fases, la sístole o fase de contracción y la diástole o fase de relajación. Durante la sístole auricular se está produciendo la diástole ventricular.